# Acéphale Records
Acéphale Records är ett amerikanskt skivbolag som bildades 2008 för att släppa EP-skivan Yes I Smoke Crack av Salem. Övriga artister och grupper som Acéphale har samarbetat med är bland andra Korallreven, Memory Tapes och Air France.